# Sredna Gora
Sredna Gora (en búlgaro: Средна гора, lit., 'Montaña Central') también llamada Antebalcanes o Antibalcanes es una cadena montañosa de Bulgaria central , situada en paralelo con la Stara Planina y extendiéndose hasta el río Iskar al oeste y al este hasta el recodo del río Tundzha al norte de Yambol. La Sredna Gora tiene 285 km de longitud, y alcanza 50 km de máxima anchura. El pico más alto es el Golyam Bogdan de 1604 m.
Esta cordillera se halla dividida en tres partes por los ríos Topolnitsa y Stryama: en el oeste, Zapadna o Ihtimanska Sredna Gora; en el centro, Sashtinska Sredna Gora; y en la parte oriental, Sarnena Gora.
La fauna de Sredna Gora es relativamente pobre comparada con la de otras regiones de Bulgaria. 

Mapas geográficos de las tres partes de las Sredna Gora
Sarnena Sredna Gora (E)
Sashtinska Sredna Gora (Central)
Ihtiman Sredna Gora (O)